# St. Michael (Forchtenberg)

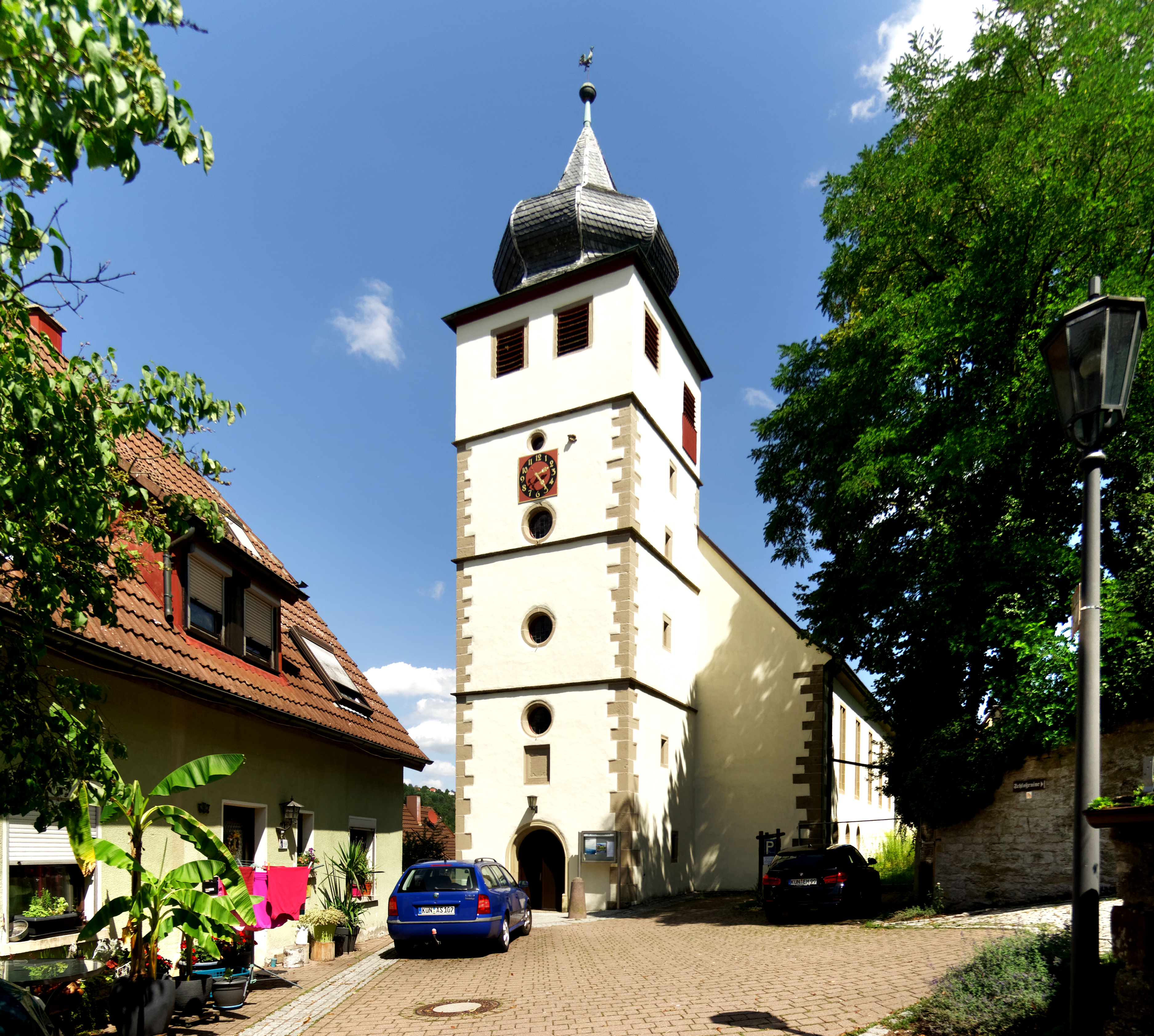
St. Michael in Forchtenberg

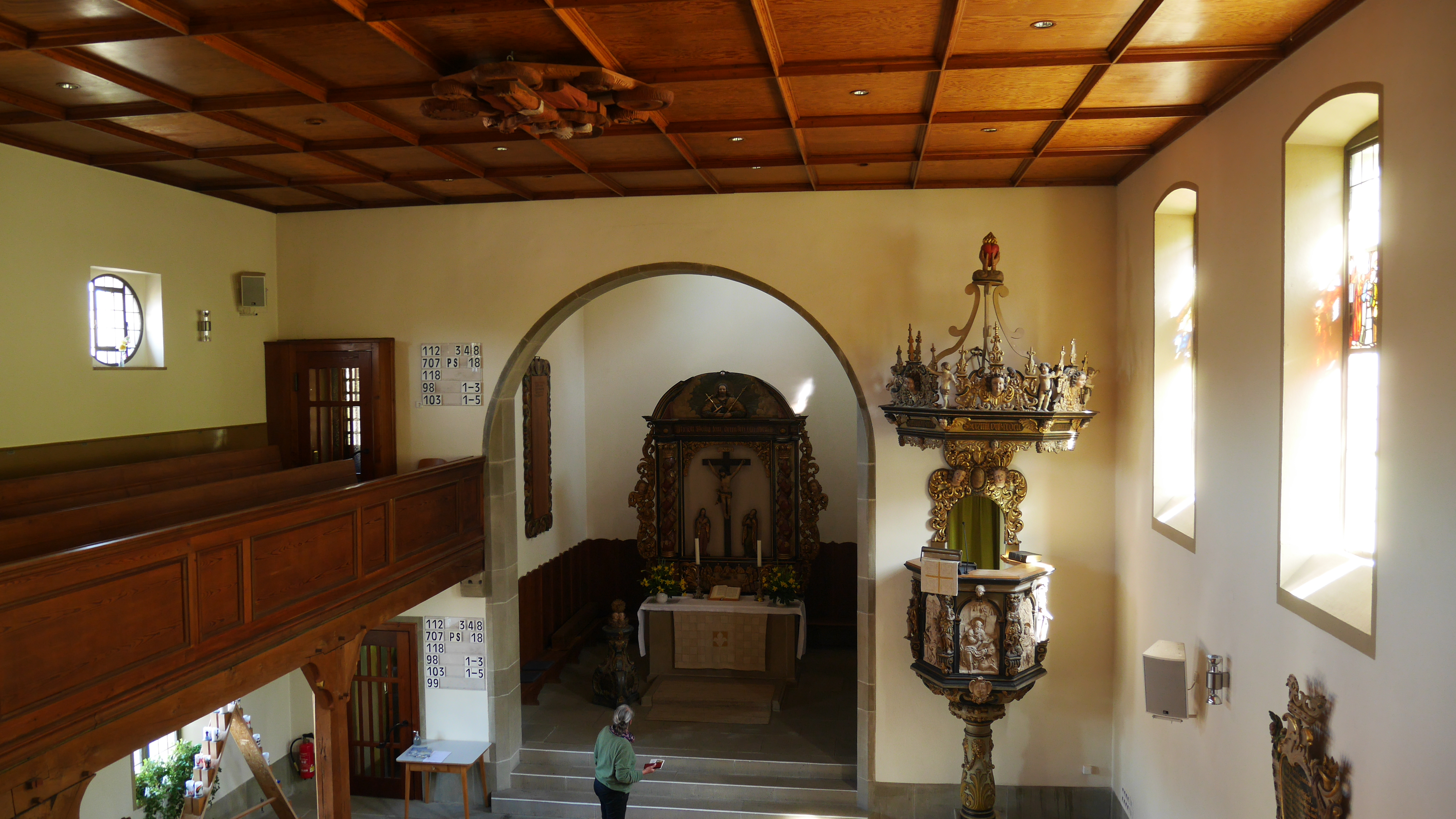
Innenansicht

Die evangelische Pfarrkirche St. Michael steht in Forchtenberg, einer Stadt im Hohenlohekreis in Baden-Württemberg. Das Bauwerk ist beim Landesamt für Denkmalpflege Baden-Württemberg als Baudenkmal eingetragen. Die Kirchengemeinde gehört zum Kirchenbezirk Öhringen der Evangelischen Landeskirche in Württemberg.

## Beschreibung
Die Saalkirche wurde um 1300 vom Graf Dürn gestiftet. Das Langhaus zwischen dem 1688 gebauten Kirchturm im Westen und dem eingezogenen, gerade geschlossenen Chor im Osten wurde 1934 wegen Baufälligkeit erneuert. Ferner wurde der Kirchturm aufgestockt, um die Turmuhr und den Glockenstuhl für die vier Kirchenglocken unterzubringen, und mit einer schiefergedeckten Zwiebelhaube bedeckt.
Zur Kirchenausstattung gehören ein Altar von 1699, auf dessen Altarretabel zwischen Säulen eine Kreuzigungsgruppe dargestellt ist, und die um 1620 von Michael Kern gebaute Kanzel.